# Nicrophorus nepalensis
Nicrophorus nepalensis är en skalbaggsart som beskrevs av Hope 1831. Nicrophorus nepalensis ingår i släktet Nicrophorus och familjen asbaggar. Inga underarter finns listade i Catalogue of Life.